# Địa điểm khảo cổ Caparra
Caparra là một địa điểm khảo cổ tại đô thị Guaynabo, Puerto Rico. Nơi đây được tuyên bố là Danh lam Lịch sử Quốc gia Hoa Kỳ vào năm 1994. Địa điểm này có di tích điểm định cư đầu tiên của Tây Ban Nha trên đảo, điểm thành lập vào năm 1508 và bị bỏ hoang năm 1521. Nó đại diện cho khu định cư châu Âu lâu đời nhất được biết đến trên lãnh thổ Hoa Kỳ.
Địa điểm này nằm trong khuôn viên của "Bảo tàng Chinh phục và Thực dân Puerto Rico" (Museum of the Conquest and Colonization of Puerto Rico; TBN: Museo de la Conquista y Colonizaciòn) trưng bày các hiện vật địa điểm này và các địa điểm khảo cổ khác ở Puerto Rico.

## Lịch sử
Năm 1508, Juan Ponce de León thành lập khu định cư Tây Ban Nha trên đảo Puerto Rico tại Caparra (đặt theo tên của tỉnh Cáceres, Tây Ban Nha, nơi sinh của vị thống đốc vùng lãnh thổ Caribbean Tây Ban Nha Nicolás de Ovando sau này), ngày nay được biết đến là khu Pueblo Viejo của Guaynabo, nằm ngay phía tây của khu vực đô thị San Juan hiện đại. Nhưng do vấn đề không khí khu vực không lành mạnh nên các tu sĩ cho chuyển khu định cư ra đến gần vịnh San Juan và biển, họ phàn nàn do nhiều trẻ sơ sinh đã chết. Khu vực ưa thích của họ là hòn đảo nhỏ Puerto Rico (nghĩa là "cảng giàu" hoặc "cảng tốt"), vì các đặc điểm địa lý tương tự như đảo Gran Canaria thuộc quần đảo Canary. Mãi đến cuối nhiệm kỳ lãnh đạo của Ponce de León, họ mới có thể thực hiện mong muốn di chuyển. Đến năm 1521, việc di chuyển đã hoàn tất và địa điểm mới được biết đến là "Villa de Puerto Rico". Trong thời gian hòn đảo mang tên San Juan Bautista de Puerto Rico, đây là điểm giao dịch thương mại với vị trí hiện là thủ đô của Puerto Rico: San Juan.
Theo Floyd, "Ponce đã cho xây dựng ngôi nhà bằng đá duy nhất trong làng, trong nhiều năm có chức năng của một cơ quan Casa de Contratacion, kho lưu trữ và kho vũ khí." Nó cũng trở thành ngôi nhà lâu dài của anh, nơi anh và gia đình sinh sống vào năm 1509.

## Lịch sử khảo cổ
Địa điểm Caparra lần đầu tiên được xác định là quan trọng trong một cuộc khảo sát vào năm 1936, là một phần của chương trình phát triển các cơ sở du lịch trên đảo. Các cuộc khai quật sơ bộ dẫn đầu bởi nhà sử học chính thức thứ năm của Puerto Rico, Adolfo de Hostos, vào năm 1936 và 1937, đã xác định được một cấu trúc tapia có kích thước lớn, bị chia đôi bởi một đường cao tốc hai làn xe, khớp với mô tả của León về nơi ở của chính ông, cấu trúc không phải bằng gỗ duy nhất trong khu định cư. Việc khai quật thêm đã xác định quảng trường chính và địa điểm các tòa nhà khác. Các tài sản này được chính phủ Puerto Rico mua lại vào năm 1948, họ đã cho di dời phần phía bắc của tàn tích ngôi nhà cổ để mở rộng con đường giao thông. Con đường được mở rộng một lần nữa vào năm 1963, phá hủy phần phía nam của công trình. Bảo tàng được thành lập vào năm 1958; địa điểm tiếp tục được các nhà khảo cổ khai quật.

## Trong văn hóa dân gian
Có một câu chuyện từ năm 1530 kể rằng hai người đàn ông Tây Ban Nha, Diego Ramos de Orozco và Diego Guilarte de Salazar sống ở Caparra và tìm kiếm vàng trên các dòng sông của Puerto Rico, cho đế quốc Tây Ban Nha. Họ đã bố trí công nhân người Ấn Độ. Những người bạn tốt đó đã hỗ trợ xây dựng một kế hoạch thám hiểm đến một địa điểm khó tiếp cận và bí mật, để khai quật và tìm vàng cho chính họ và vận may của chính họ. Ngay sau khi tìm thấy một miếng vàng lớn theo thỏa thuận ban đầu mà họ đồng ý chia sẻ, tình bạn của họ đã được thử thách. Để tiếp tục giữ vàng, Orozco dùng khối vàng giả, nhưng sau đó một tai nạn xảy ra. Vài ngày sau khi người bạn Guilarte trở về để giúp đỡ, Orozco nằm chờ chết đã thú nhận về việc sử dụng khối vàng giả và xin bạn mình tha thứ. Sierra de Orozco, một ngọn núi nằm ở dãy núi chính trên hòn đảo được đặt theo tên của Orozco.